# Drosophila aldrichi
Drosophila aldrichi är en tvåvingeart som beskrevs av Patterson 1940. Drosophila aldrichi ingår i släktet Drosophila och familjen daggflugor.
Artens utbredningsområde är Texas, Brasilien, El Salvador, Mexiko och Australien.